# XHEJD-FM
XHEJD-FM là đài phát thanh trên tần số 100,9 FM tại Poza Rica, Veracruz. Nó được gọi là Vida Romántica và thuộc sở hữu của Radiorama.

## Lịch sử
XEJD-AM 1450 đã nhận được sự nhượng bộ vào ngày 10 tháng 4 năm 1958. Nó thuộc sở hữu của Manuel Franco Villars và được bán cho người nhượng quyền hiện tại vào tháng 9 năm 1967. Ban đầu hoạt động với 1.000 watt ngày và 250 đêm, nó đã hoạt động hoàn toàn 1.000 watt vào những năm 1980.
XEJD đã được ủy quyền để chuyển sang FM vào tháng 11 năm 2010.